# Oxysarcodexia peltata
Oxysarcodexia peltata är en tvåvingeart som först beskrevs av Aldrich 1916.  Oxysarcodexia peltata ingår i släktet Oxysarcodexia och familjen köttflugor.
Artens utbredningsområde är Florida. Inga underarter finns listade i Catalogue of Life.